# Abdelhaï Bennani
Abdelhaï Bennani (* 1950 in Fès, Marokko; † 21. August 2015) war ein französischer Tenorsaxophonist des Jazz.

## Leben und Wirken
Abdelhaï Bennani war zunächst als Kind von traditionellen Rhythmen beeinflusst; mit elf Jahren entdeckte er im Radio westliche Musik und Jazz-Schallplatten. Aufgrund der Musik von Jimi Hendrix setzte er sich schließlich mit Improvisation auseinander. Nach seinem Baccalaureat zog er nach Marseille, um Biologie zu studieren, wechselte aber am Ende seines Studiums zur Musik. Als Saxophonist zog er nach Paris, studierte zwischen 1983 und 1985 am Institute Art Culture Perception (IACP) unter Leitung von Alan Silva, mit dem er in den folgenden Jahren zusammenarbeitete. 
1996 entstand im Pariser Veranstaltungsort The Cave der Livemitschnitt eines Soloauftritts (Ensounded). Ende 1998 trat er ebendort mit seinem Quartett auf (Album Enfance), dem Itaru Oki, Alan Silva und Makoto Sato angehörten. 2007 folgten das Trioalbum In Side (Ayler Records, mit Benjamin Duboc und Didier Lasserre) sowie die Produktion There Starts the Future mit Benjamin Duboc und Edward Perraud. 2009 entstanden das Album New Today, New Everyday mit Itaru Oki und Makoto Sato. Tom Lord listet nur sieben Aufnahmesessions zwischen 1996 und 2009. Weitere Aufnahmen entstanden jedoch, etwa 2011 im Duo mit Jean-Luc Cappozzo (Sun Dance / Earth Laugh) und im Quartett als Free Form Improvisation Ensemble 2013 mit Burton Greene, Alan Silva und Chris Henderson. Er arbeitete auch mit Yoshisaburo Toyozumi und William Parker.